# Ostrava (tanker)
Ostrava byl název největší československé námořní lodi, kterou čs. stát používal pro přepravu tekutých pohonných hmot. Byla vyrobena v jugoslávské Pule a koupena za čínské peníze. Čína tehdy nesměla námořní plavbu provozovat. Plavila se pod československou vlajkou v letech 1959 až 1965, pak ji Čína převzala. Posádku motorového tankeru tvořilo 49 mužů.

## Stavba a parametry lodě
Byla to největší československá námořní loď, cisternová, dlouhá 170 metrů, výtlak 13 339 BRT, cestovní rychlost dosahovala zhruba 15 uzlů. Byla poháněná jedním spalovacím motorem o výkonu 6 434 kW, díky němuž dokázala vyvinout cestovní rychlost až 15 uzlů. Motor měl spotřebu 30 tun paliva denně.
Interiér byl moderní, jako první naše loď měla i klimatizaci, u kajut byly sprchové kouty, byly zde tři jídelny a kapitánský salón.

## Využití a historie
Loď Ostrava byla využívána na trase mezi přístavy na Černém moři a Dálným východem (hlavně Čínou), někdy brala při zpáteční cestě náklady v Arabském zálivu určené pro přístavy ve Středozemním moři, mnohdy se vracela prázdná. Protože s tímto typem lodi neměli českoslovenští námořníci zkušenosti, posádka byla mezinárodní.
Plavidlo bylo vyřazeno z evidence Československé námořní plavby v roce 1965. Loď spolu s několika dalšími převzala Čínská lidová republika v rámci vyrovnání jejích předchozích investic.

## Galerie

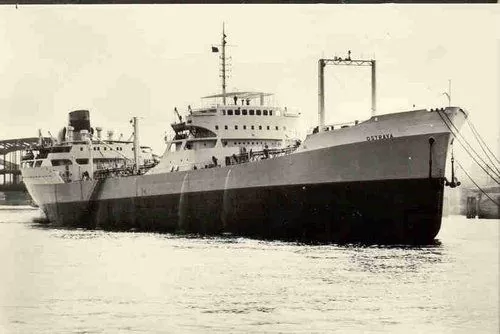
Celkový pohled na pravobok
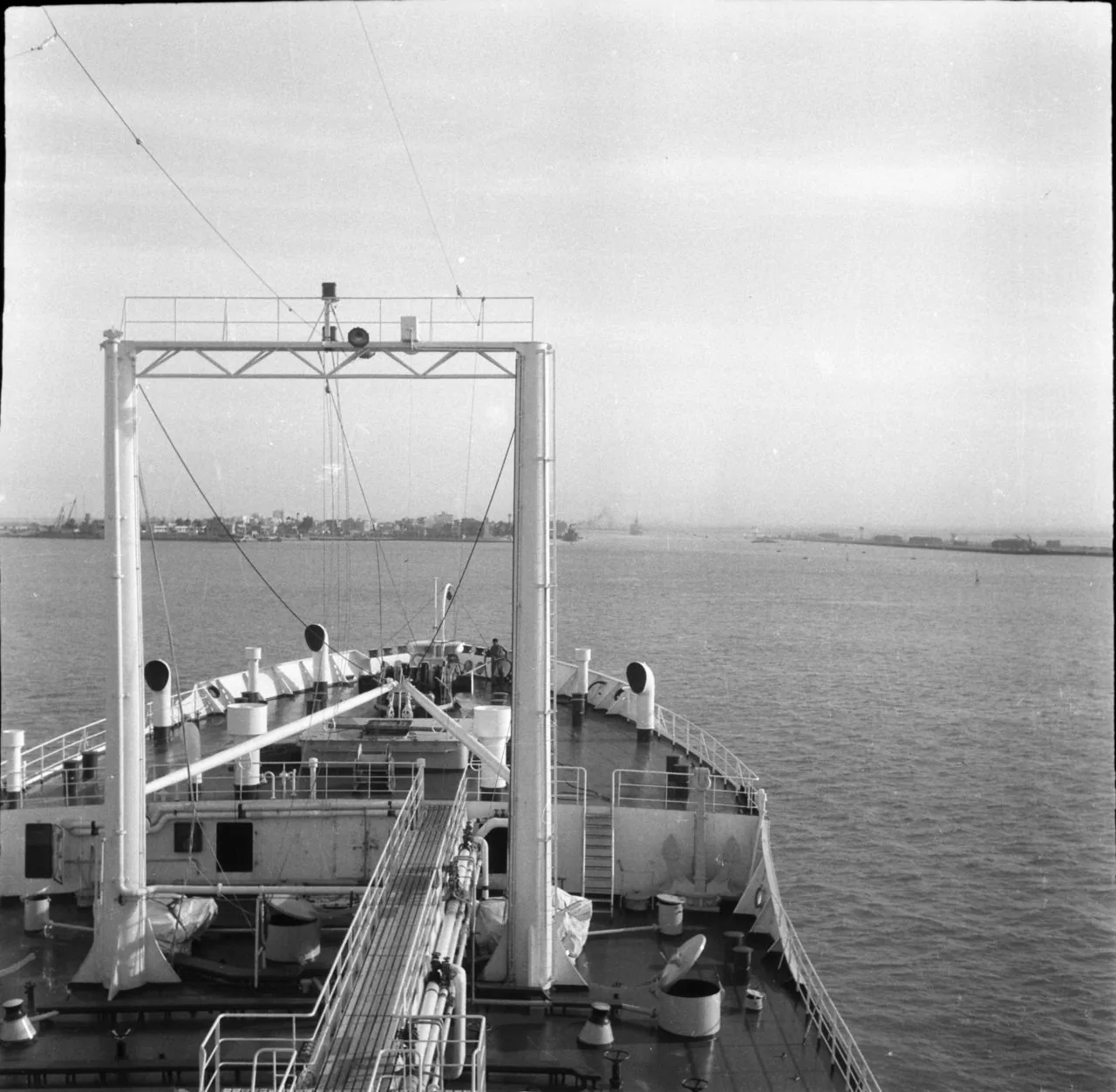
Pohled na příď
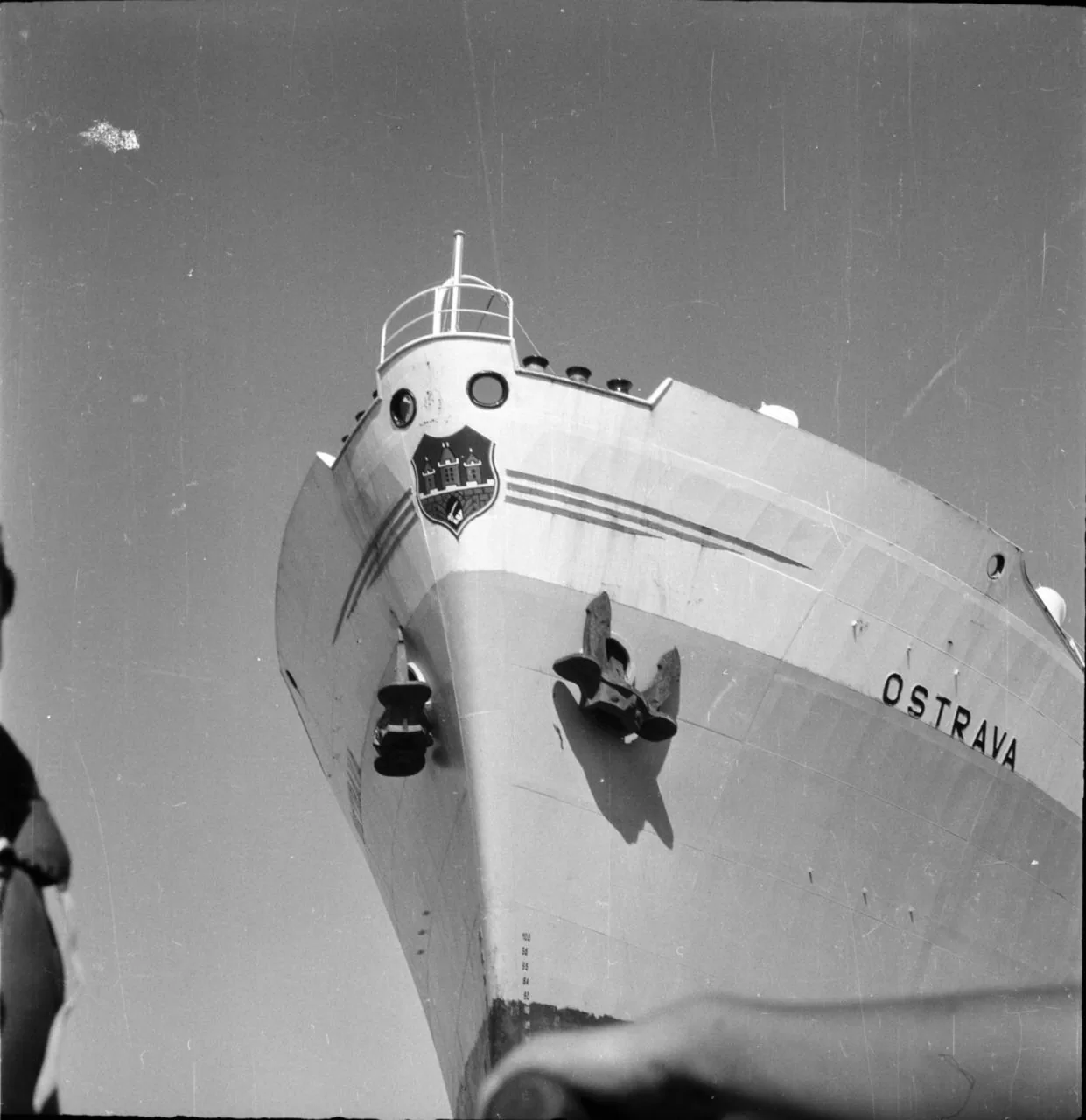
Kotvy na přídi
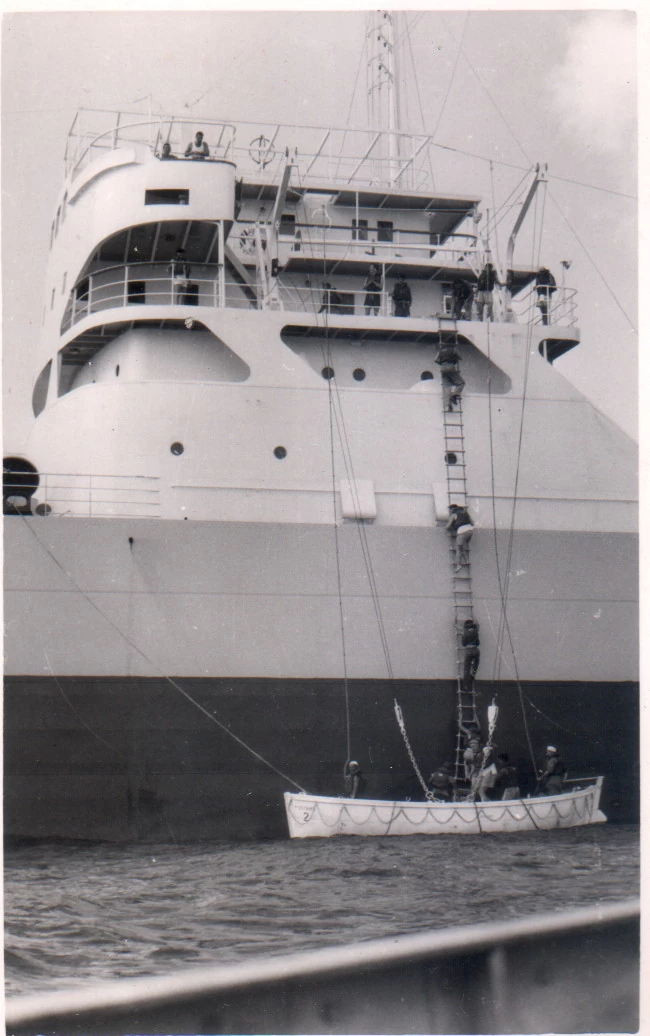
Žebřík pro lodivoda (pilota)
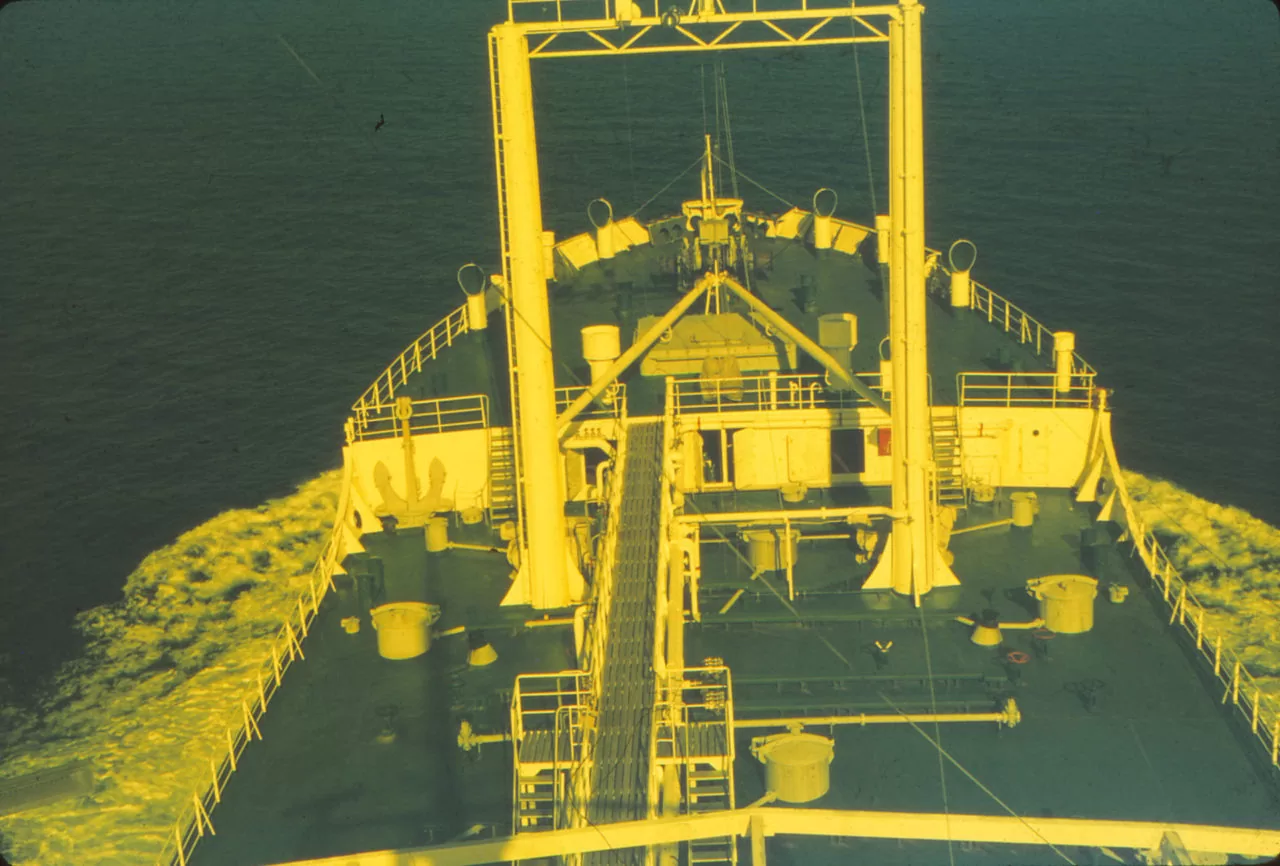
Příď
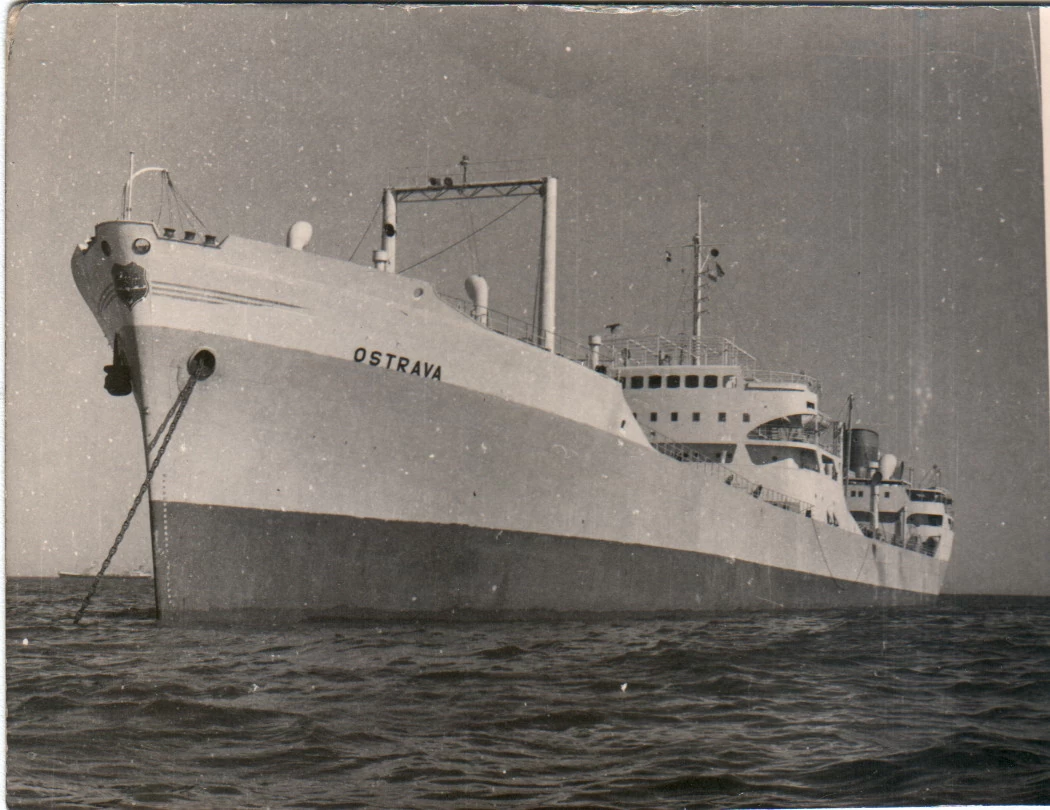
Na kotvě